# راش (آلبوم)
راش (به انگلیسی: Rush) نخستین آلبوم استودیویی گروه راک کانادایی راش است که در ۱۹۷۴ عرضه و در ۱۹۹۷ ریمستر شد. در این آلبوم و آلبوم بعدی، موسیقی گروه بیشتر به هارد راکی که بسیاری از گروه‌های بریتانیایی در آن دهه به نمایش می‌گذاشتند متمایل است. اعضای راش از جمله طرفداران گروه‌هایی مانند لد زپلین و کریم بودند و نفوذ موسیقی آن‌ها در آلبوم نخستین راش مشهود است. جان راتسی، درامر اصلی گروه، نواختن تمام بخش‌های مربوط به درام‌نوازی آلبوم را بر عهده داشت اما به دلیل مشکل بیماری دیابتش نتوانست در تورهای بعدی سایر اعضا را همراهی کند. راتسی پس از این آلبوم با نیل پیرت جاگزین شد.

## بازخورد
| بررسی انتقادی   | بررسی انتقادی |
| منبع            | رتبه‌بندی      |
| --------------- | ------------- |
| آل‌میوزیک        | [ ۱ ]         |
| رولینگ استون    | [ ۲ ]         |
| اسپوتنیک میوزیک | [ ۳ ]         |

آلبوم در مجموع، در زمان عرضه خود نقدهای مثبتی دریافت نمود. اما منتقد آل‌میوزیک، گرگ پراتو، اعتقاد دارد این آلبوم از آلبوم‌های بعدی گروه مانند نیمکره و تصویرهای متحرک ضعیف‌تر است زیرا نیل پیرت هنوز حضور ندارد. او می‌گوید: «احتمالاً طرفداران قدیمی گروه آلبوم را می‌پذیرند چون موسیقی راش دیگر هرگز به این شکل برنگشت. در حالی که تازه‌کاران ممکن است آلبوم را نپسندیده و کارهای کلاسیک بعدی آنان را ترجیح دهند.»

## فهرست آهنگ‌ها
اشعار توسط گدی لی و ترانه‌ها توسط لی و الکس لایفسن نوشته شده‌اند.
| سمت نخست | سمت نخست             | سمت نخست |
| شماره    | نام                  | مدت      |
| -------- | -------------------- | -------- |
| ۱.       | «پیدا کردن راهم»     | ۵:۰۳     |
| ۲.       | «نیازی به عشق»       | ۲:۱۶     |
| ۳.       | «دوستی را انتخاب کن» | ۴:۲۷     |
| ۴.       | «اینجا دوباره»       | ۷:۳۰     |

| سمت دوم | سمت دوم             | سمت دوم |
| شماره   | نام                 | مدت     |
| ------- | ------------------- | ------- |
| ۵.      | «داری چه کار می‌کنی» | ۴:۱۹    |
| ۶.      | «در حالت»           | ۳:۳۶    |
| ۷.      | «قبلاً و بعداً»       | ۵:۳۳    |
| ۸.      | «کارگر»             | ۵:۳۳    |

## دست‌اندرکاران
- گدی لی – خواننده، گیتار باس
- الکس لایفسن – گیتار الکتریک و خواننده پس‌زمینه
- جان راتسی – درامز، پرکاشن، خواننده پس‌زمینه